# Ендрю Дональдс
Ендрю Дональдс (англ. Andru Donalds) музикант і вокаліст, відомий за роботою в знаменитому музичному колективі Enigma. Паралельно займається сольною творчістю. У 1995 році вийшов сингл «Mishale», який зробив його відомим у США.
У 2006 році співпрацював з Євгенією Власовою в написані альбому «Wind Of Hope».